# 1063
1063 је била проста година.

## Догађаји
- Википедија:Непознат датум — Владавина арапске династије Абадида у Севиљи у данашњој Шпанији (од 1023. до 1091).

- 8. мај – Битка код Грауса: Савезничке муслиманске и хришћанске трупе, под краљем Санчом II и емиром Ахмадом ел-Муктадиром, побеђују арагонску војску. Краљ Рамиро I је убијен, а наследио га је његов син Санчо V, као владар Арагона.
- Битка код Керамија: Војвода Роџер I предводи мале норманске снаге (уз подршку 136 витезова на коњима) и побеђује много већу сараценску војску (35.000 људи) код Керамија (близу Троине) на Сицилији.
- Пизанска флота напада и пљачка Палермо (под контролом Сарацена) – ово у знак подршке норманским снагама Роџера I.
- Август–септембар: Свето римско царство напада Мађарску и поставља Шоломона за свог пуномоћног владара.
- Војвода Вилијам I полаже право на провинцију Мејн и вери свог сина Роберта са Маргарет, ћерком покојног грофа Херберта II.
- Битка код Дамгана: Селџучке снаге под командом Алп Арслана побеђују његовог брата Куталмиша који полаже право на престо покојног Тугрила, оснивача Селџучког царства. Куталмиш бежи из битке, али његов син Сулејман бива заробљен.
- Дужд Доменико I наређује изградњу садашње базилике Светог Марка у Венецији.
- Анселмо, касније надбискуп Кентерберијски, постаје приор у опатији Бек.
- Основана је епископија Оломоуц (налази се на реци Морави) (данашња Чешка).

## Рођења
- Бела I

- Грифид ап Луелин

- Константин Лихуд

- Рамиро I од Арагона
- Ричеза од Лотарингије

- Тугрул